# Classe Östergötland
La classe Östergötland fu una classe di cacciatorpediniere della Svenska marinen, composta da quattro unità entrate in servizio tra il 1958 e il 1959; fu l'ultima classe di cacciatorpediniere a essere costruita in Svezia.
Gli Östergötland furono realizzati come alternativa più economica rispetto ai precedenti grandi cacciatorpediniere conduttore della classe Halland, rispetto ai quali erano più piccoli e dotati di un armamento più ridotto e convenzionale. Nel corso della loro carriera gli Östergötland furono impegnati principalmente nel Mar Baltico per far rispettare la neutralità svedese durante il periodo della guerra fredda; tutte e quattro le unità furono poi radiate dal servizio e avviate alla demolizione nel luglio 1982.

## Il progetto

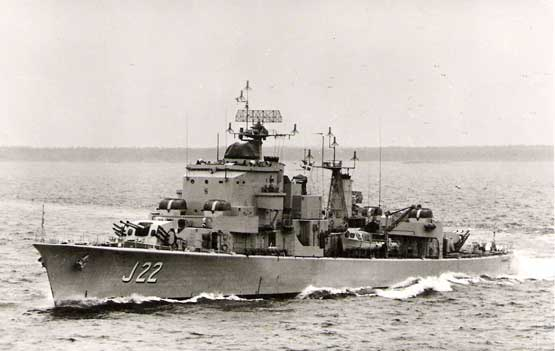
Il Gästrikland in navigazione negli anni 1960

Gli Östergötland rappresentarono il capitolo finale di una serie di programmi navali svedesi volti ad ammodernare la flotta di cacciatorpediniere della Svenska marinen, chiamata a garantire la neutralità della nazione nel mutato clima politico e militare sorto nel Mar Baltico dopo l'inizio della "guerra fredda" tra i blocchi occidentale e orientale. Questi programmi avevano avuto iniziò già negli ultimi anni della seconda guerra mondiale, quando tra il 1944 e il 1945 aveva avuto inizio la costruzione delle moderne unità classe Öland: con 1 880 tonnellate di dislocamento standard e 2 250 tonnellate di dislocamento a pieno carico, i due Öland implementavano molte migliorie tecniche suggerite dall'esperienza diretta delle altre marine nel conflitto in corso, rappresentando quindi un notevole salto qualitativo rispetto al resto della linea di cacciatorpediniere della Svenska marinen, costituita da unità progettate nel periodo interbellico. La cessazione del conflitto mondiale portò a una contrazione degli stanziamenti destinati alla Marina e il conseguente annullamento dell'impostazione di una seconda coppia di unità classe Öland, ma i vertici della Svenska marinen continuarono a studiare ulteriori potenziamenti e miglioramenti del progetto degli Öland sulla base dei più recenti avanzamenti tecnologici in corso nel campo degli armamenti navali. Questo portò infine all'impostazione, nel 1952, delle due unità della classe Halland: con 3 400 tonnellate di dislocamento a pieno carico (i più grandi cacciatorpediniere mai usciti dai cantieri svedesi), gli Halland erano dei grossi conduttori di flottiglia dotati di un pesante armamento offensivo di artiglieria, siluri e armi antisommergibili, oltre a sperimentare (tra le primissime unità di questo tipo a livello mondiale) l'imbarco dei primi modelli di missile antinave di produzione svedese.
Gli Halland si rivelarono un progetto di successo, ma anche economicamente molto costoso per le casse svedesi. Nel 1958 il nuovo governo socialdemocratico in carica a Stoccolma presentò un nuovo programma di stanziamenti per la difesa che aumentava in particolare i finanziamenti per l'Aeronautica a discapito di quelli destinati alla Marina, che dovette di conseguenza modificare i suoi programmi costruttivi. La realizzazione di un'ulteriore coppia di unità classe Halland fu quindi annullata, e i progettisti ripiegarono quindi sulla realizzazione di unità più piccole e convenzionali sempre derivate dall'originario progetto degli Öland, prive di apparati particolarmente avanzati (e costosi) come gli armamenti missilistici; questo progetto si tradusse quindi nell'impostazione delle quattro unità della classe Östergötland, avviata nel corso del 1955 nei cantieri della Götaverken e della Eriksbergs di Göteborg e della Saab Kockums di Malmö.

## Caratteristiche

### Scafo e propulsione
Lo scafo degli Östergötland aveva una lunghezza fuori tutto di 112 metri, una larghezza massima di 11,2 metri e un pescaggio di 3,7 metri, per un dislocamento standard di 2 150 tonnellate che saliva a 2 600 tonnellate con l'unità a pieno carico; lo scafo era di tipo "a ponte continuo" (Flush deck), con il ponte di coperta esteso da prua a poppa senza alcun castello. Le sovrastrutture comprendevano una massiccia tuga centrale su cui poggiavano il torrione del blocco plancia-timoneria, l'albero dei sensori e i due fumaioli dell'unità; una seconda tuga più piccola si ergeva a poppa del secondo fumaiolo. L'equipaggio ammontava a 244 tra ufficiali e marinai.
L'apparato propulsivo si basava su due turbine a vapore modello de Laval, alimentate ciascuna da una caldaia della Babcock & Wilcox e azionanti ciascuna un albero motore con la relativa elica. La potenza complessiva dell'impianto raggiungeva i 47 000 hp (35 000 kW), i quali garantivano una velocità massima di 35 nodi; l'autonomia si aggirava sulle 3 000 miglia alla velocità di crociera di 20 nodi.

### Armamento e sensori

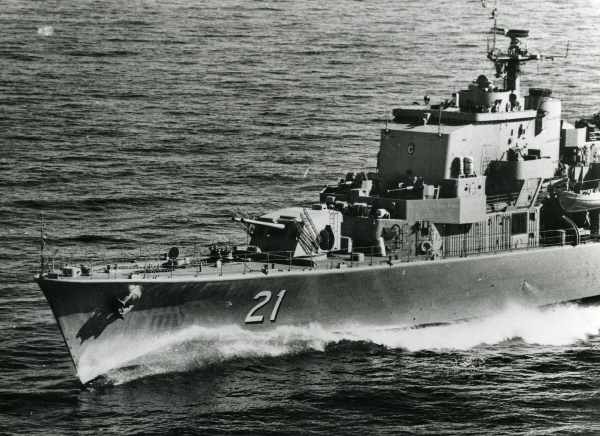
Veduta della sezione prodiera del Södermanland, con (da sinistra a destra) la torretta dei pezzi da 120 mm, due dei cannoni secondari da 40 mm e il blocco plancia-timoneria

Gli Östergötland presentavano un armamento sensibilmente più contenuto e convenzionale rispetto ai precedenti Halland. A prua e poppa delle unità erano presente una torretta armata con una coppia di cannoni Bofors 120/50 mm mod. 50, a impiego duale antinave e antiaereo: già sperimentati sugli Halland, gli impianti erano completamente automatici, alimentati da due elevatori di munizioni sottostanti ognuno capace di ospitare due caricatori da 26 colpi; la cadenza di tiro si aggirava sui 42-45 colpi al minuto per canna, con una gittata massima di 19 100 metri nel tiro antinave e di 9 000 metri nel tiro antiaereo. L'armamento antiaereo secondario comprendeva invece sette cannoni Bofors 40/70 mm mod. 48, distribuiti in altrettanti impianti singoli scudati: due a prua sopra la tuga centrale e davanti al blocco plancia-timoneria, due a centro nave e tre sulla tuga poppiera. L'armamento silurante comprendeva un impianto sestuplo di tubi lanciasiluri da 533 mm, installato a centro nave nello spazio tra i due fumaioli; all'estrema poppa era invece installato un mortaio tipo "Squid" per il lancio di bombe di profondità anti-sommergibili. Sulle le unità erano poi presenti le ferroguide per la movimentazione e il rilascio in mare di mine navali, con un massimo di 60 ordigni ospitabili a bordo; sui lati di ciascuna torretta dei pezzi da 120 mm erano poi presenti tre rotaie per il lancio di razzi illuminanti per guidare il tiro notturno.
L'apparato sensoristico era alquanto basilare, rappresentato come era da un radar HSA Mk44-45 di scoperta aerea, un radar Thompson-CSF Saturn di scoperta di superficie e apparati sonar.
Nel corso della loro vita gli Östergötland non subirono particolari modifiche ai loro apparati originari, ma un importante programma di modernizzazione degli armamenti antiaeri fu portato a termine progressivamente tra il 1965 e il 1971 su tutte e quattro le unità della classe: esso previde lo sbarco di tre dei cannoni secondari da 40 mm (furono conservati solo i due pezzi di prua e due dei pezzi installati sulla tuga poppiera) e la loro sostituzione con un impianto di lancio di missili antiaerei Sea Cat di fabbricazione britannica.

## Unità
| Nome             | Impostazione      | Cantiere               | Varo            | Entrata in servizio | Destino finale                                                         |
| ---------------- | ----------------- | ---------------------- | --------------- | ------------------- | ---------------------------------------------------------------------- |
| HMS Östergötland | 1º settembre 1955 | Götaverken di Göteborg | 8 maggio 1956   | 3 marzo 1958        | Radiato dal servizio attivo nel luglio 1982 e avviato alla demolizione |
| HMS Södermanland | 1º giugno 1955    | Eriksbergs di Göteborg | 28 maggio 1956  | 27 luglio 1958      | Radiato dal servizio attivo nel luglio 1982 e avviato alla demolizione |
| HMS Gästrikland  | 1º ottobre 1955   | Götaverken di Göteborg | 6 giugno 1956   | 14 gennaio 1959     | Radiato dal servizio attivo nel luglio 1982 e avviato alla demolizione |
| HMS Hälsingland  | 1º ottobre 1955   | Saab Kockums di Malmö  | 14 gennaio 1957 | 17 giugno 1959      | Radiato dal servizio attivo nel luglio 1982 e avviato alla demolizione |